# せんだい 宮の杜
せんだい 宮の杜（せんだい みやのもり）とは、仙台市宮城野区東仙台四丁目に所在する2010年（平成22年）に街開きをした商業施設と住宅地の複合団地。面積は12万2400平方メートル。

## 概要
仙台市宮城野区東仙台に所在した日本たばこ産業仙台工場とJT球場（後の東仙台球場）の跡地を大和ハウス工業が競争入札によって落札。同社が総事業費約95億円を投じ、整備した商業区画であるフォレオせんだい 宮の杜、住宅区画であるブルームスクエアせんだい宮の杜、マンション区画のプレミスト せんだい宮の杜からなる複合団地である。
当初、JTは当地にイトーヨーカドーを核としたアリオ形式によって東北最大級の大型ショッピングセンターの建設を検討していた。しかし、イオン仙台幸町ショッピングセンターが近隣にあるため商圏で衝突すること、また従来からの住宅地が近接しているため、交通渋滞の頻発が予想された。このため、仙台市が敷地の用途変更を拒否し、梅原克彦市長も「住宅主体の土地利用が望ましい」と求めたこともあって、JTはSC建設を断念した経緯がある。
その後計画変更され、大和ハウス工業が複合団地造営の方向で土地を落札し、現在の形で造成された。
フォレオせんだい 宮の杜は、2009年11月20日に完全開業した。また同日には住宅分譲も開始し、入居は街開きとなる翌年から順次始まった。また不況によってマンションの着工は見合わせていたが、2012年3月、1棟目のプレミスト せんだい宮の杜が完成し、翌年3月、2棟目のプレミスト せんだい宮の杜 FORESTIAGEが完成している。

## 沿革
1941年（昭和16年）に「東京第一陸軍造兵廠仙台製造所」が仙台市の苦竹地区に設置された（北緯38度15分53.5秒 東経140度55分14.4秒 / 北緯38.264861度 東経140.920667度）。当地にも同製造所の敷地があったが（北緯38度16分31.9秒 東経140度54分31.4秒 / 北緯38.275528度 東経140.908722度）、1945年（昭和20年）7月10日の仙台空襲で被災した仙台地方専売局（北緯38度15分15.4秒 東経140度52分55.7秒 / 北緯38.254278度 東経140.882139度）が終戦後すぐに当地の同製造所の未完成工場を取得し、庁舎とたばこ工場を移転してきた。1950年（昭和25年）5月に庁舎と診療所は元の場所に新築された庁舎に戻ったが、工場は当地に残り、生産が続けられた。
2003年（平成15年）に工場は閉鎖され、跡地は再開発されることになった。2006年（平成18年）、イトーヨーカ堂が跡地を大型ショッピングセンターとシネマコンプレックス（複合型映画館）が入る延べ床面積15万平方メートルの大型商業施設として再開発することでJTと合意すると、仙台市が反対して頓挫してしまう。学校法人南光学園が市内2ヶ所に分散しているキャンパスを集約するため当地を取得するとも言われたが、2007年（平成19年）に大和ハウス工業が取得し、商業施設と住宅地の複合開発がなされることになった。
なお、仙山線の引き込み線が当地まで敷設されていたが、昭和後期に廃線となっている。

### 年表
- 1932年（昭和7年）7月25日 - 東北本線・東仙台駅が開業。
- 1945年（昭和20年）
  - 7月10日 - 仙台空襲により清水小路にある仙台地方専売局が被災。
  - 8月15日 - 第二次世界大戦が終戦。
  - 10月 - 仙台地方専売局が、旧・東京第一陸軍造兵廠仙台製造所の未完成工場を取得して当地に移転[4]。
- 1947年（昭和22年） - 当地でたばこ生産開始[5]。
- 1953年（昭和28年）9月 - たばこ工場の新築工事開始[4]。
- 1954年（昭和29年）3月 - 倉庫の新築工事開始[4]。
- 1955年（昭和30年）2月 - 新工場でのたばこ生産開始[4]。
- 1980年（昭和55年） - 住居表示実施により、東仙台4丁目になる[7]。
- 1985年（昭和60年） - 民営化により日本たばこ産業 (JT) に継承。
- 2003年（平成15年）3月末 - 工場閉鎖[5]。
- 2006年（平成18年）
  - 2月 - 跡地をイトーヨーカ堂（東京都）が大型商業施設として再開発することでJTと合意[1]。
  - 11月 - イトーヨーカ堂が出店を断念。
- 2007年（平成19年）8月23日 - 跡地が一般競争入札されて大和ハウス工業（大阪府）が落札[5]（落札額は約60億円と報道された[1]）。
- 2009年（平成21年）
  - 6月18日 - 建物の建設開始[5][8]。
  - 11月5日 - ケーズデンキ東仙台店[† 2]の開業と同時に、フォレオせんだい 宮の杜が開業。
  - 11月20日 - フォレオせんだい 宮の杜内で展開する33店舗がこの日までに順次開業し、商業施設部分は名実共にグランドオープンとなった。
- 2010年（平成22年）
  - 2月 - 住宅区画ブルームスクエア せんだい宮の杜が入居開始。
- 2012年（平成24年）
  - 3月 - 1棟目のマンションプレミスト せんだい宮の杜が完成。
- 2013年（平成25年）
  - 3月 - 2棟目のマンションプレミスト せんだい宮の杜 FORESTIAGEが完成。

## 構成
- フォレオせんだい 宮の杜 32店舗 - 商業施設
- ブルームスクエア せんだい宮の杜 142戸 - 住宅区画
- プレミスト せんだい宮の杜 94戸 ，プレミスト せんだい宮の杜 FORESTIAGE 93戸 - マンション区画
- 宮の杜きたのおか公園，宮の杜なかのさと公園，宮の杜みなみのたに公園，宮の杜ひがしのもり公園 - 街区公園